# Chaerephon major
Chaerephon major är en fladdermusart som först beskrevs av Édouard Louis Trouessart 1897.  Chaerephon major ingår i släktet Chaerephon och familjen veckläppade fladdermöss. Inga underarter finns listade i Catalogue of Life.
Liksom hos andra släktmedlemmar ligger största delen av svansen utanför svansflyghuden och det saknas hudveck (bladet) på näsan. På ovansidan förekommer mörkbrun, gråbrun, rödbrun eller gulbrun päls och hos några exemplar finns vita hårspetsar men Chaerephon major har inga mönster i pälsen. Undersidans päls har samma färg och den är på bukens mitt ljusast. Arten har veck i övre läppen som kännetecknar hela familjen. De mörkbruna till svartbruna öronen är sammanlänkade på framkanten och formen av den sammanlänkande hudremsan används för att skilja Chaerephon major från andra fladdermöss. Denna fladdermus har lite genomskinliga vingar som är bruna eller svartaktiga. En individ hade vita vingar.
Denna fladdermus förekommer med flera från varandra skilda populationer i Afrika. En större population finns i västra Afrika från Guinea till Niger och Nigeria. Andra populationer lever i östra Afrika mellan Sudan och Tanzania. Ett fynd från Malawi tillhör troligen en annan art. Habitatet utgörs av savanner med trädgrupper. Individerna vilar i träd, i grottor, i bergssprickor och i byggnader.
Vid viloplatsen hittas vanligen 4 till 100 individer och gömstället antar en lukt som påminner om mögel.